# Dobsonia crenulata
Dobsonia crenulata е вид бозайник от семейство Плодоядни прилепи (Pteropodidae).

## Разпространение
Видът е разпространен в Индонезия.